# Delta-valerolakton
A δ-valerolakton poliészterek és más termékek gyártása során használt köztes termék.

## Fordítás
Ez a szócikk részben vagy egészben  a   Delta-Valerolactone című angol Wikipédia-szócikk fordításán alapul.  Az eredeti cikk szerkesztőit annak laptörténete sorolja fel. Ez a jelzés csupán a megfogalmazás eredetét és a szerzői jogokat jelzi, nem szolgál a cikkben szereplő információk forrásmegjelöléseként.

## Külső hivatkozások
1. ↑  delta-Valerolactone from BASF

- delta-Valerolactone, Chemlink
- delta-Valerolactone, guidechem